# Mafia III
Mafia&nbsp;III је акцијско-авантуристичка видео-игра отвореног света из трећег лица, коју су за платформе Mac OS, Windows, PlayStation 4 и Xbox  развили  13 и , а 7. октобра 2016. године објавио 2K&nbsp;Games. Игра представља трећи наставак серијала , те дебитантски наслов за Hangar 13. Радња је смештена у 1968. годину — у Нови Бордо, фиктивну верзију Њу Орлеанса; прича се врти око Линколна Клеја, сирочета и вијетнамског ветерана који жели оформити нову криминалну организацију да би уништио италијанску мафијашку породицу Маркано.

## Играње
је акцијско-авантуристичка видео-игра која се игра из перспективе трећег лица. Играч контролише лик Линколна Клеја, ветерана Вијетнамског рата који за циљ има наплату дугова од свих који су наудили његовој породици (побијеној од стране локалних мобова). Време и место радње је 1968. година — Нови Бордо (енгл. New Bordeaux), фантастична верзија стварног америчког града Њу Орлеанса (Луизијана). Отворени свет је већи него када би се спојиле мапе претходних игара франшизе,  и . Мапу игре Mafia&nbsp;III чини десет дистрикта: Бају Фантом (енгл. Bayou Fantom), Делреј Холоу (енгл. Delray Hollow), Баркли Милс (енгл. Barclay Mills), Фриско Филдс (енгл. Frisco Fields), Поинт Вердан (енгл. Pointe Verdun), Тикфо Харбор (енгл. Tickfaw Harbour), Саутдаунс (енгл. Southdowns), Ривер Роу (енгл. River Row), Даунтаун (енгл. Downtown) и Француски Ворд (енгл. French Ward). Игра се прелази на више начина. На пример, за елиминисање непријатеља могуће је користити оружја која су на располагању (попут сачмарице, револвера и сл.); могуће је и позвати помоћ или употребити неку од вештина као што је Italian Muscle, чиме се играчу на почетку или у току сукоба придружује неколико способних снагатора који му помажу да савлада свог противника. Алтернативно, могу да се користе технике невидљивости (енгл. stealth tactics) током целе мисије, да би се спречило да противник примети играчког лика. Главни део игре се углавном врти око пуцњаве, али могуће је користити и специфичне покрете при физичком сукобу са противником односно тучу један на један. Игра садржи и кавер систем, који омогућава сакривање иза објеката у циљу избегавања противничке паљбе или чисто да не би били примећени/разоткривени. Играчу се пружа и одлична могућност да ’испроба’ не-играчке ликове након што исте победи у борби, а све у циљу да се дође до више информација о наредним задацима и мисијама (на пример, може се истрауматизирати побеђеног противника дивљачком вожњом). Клеј може да нападне и дође у посед области којом управљају италијански мобови (освајање територија), а после тога постави лејтенанта (енгл. lieutenant) да води послове и ’буде главни’ у освојеној четврти. Играчу се пружа могућност да вози аутомобиле карактеристичне за време радње (крај ’60-их), а механика и звукови су веома реалистични.

## Радња
је игра смештена у годину 1968, а радња се врти око Линколна Клеја — мулата-сирочета којег су усвојили црначки мафијаши и који је током Вијетнамског рата служио у специјалној јединици. Након отпуста, Клеј се враћа у Нови Бордо и састаје са својим сурогатним оцем Семијем Робинсоном и усвојеним братом Елисом. Планирајући да се пресели на запад, у Калифорнију, он сазнаје о сукобу између Семијеве банде и ривалске хаићанске јединице која га је увелико задужила код Сала Маркана, дона мафијашке породице Маркано. Линколн се састаје са Салом, који му индиректно поручује да је Семи преслаб да води банду и сугерише да га Линколн замени. Међутим, овај одлучује да ће остати одан и уместо свргавања Семија договара са Саловим сином Џорџијем пљачку Федералних резерви Луизијане (ФРЛ) — и то како би дошао до довољно новца да отплати све очеве дугове. Пљачка бива успешно изведена, али Сал и Џорџи ипак убијају Семија и Елиса а Линколна остављају да умре. Спасава га и пружа му негу отац Џејмс, један од његових најстаријих пријатеља. Док се опоравља, Линколн ступа у контакт са Џоном Донованом, својим секундантом из Ције за време Вијетнамског рата. Донован пристаје да употреби своја овлашћења и експертизу те помогне Линколну да се освети породици Маркано и преузме главну улогу у Новом Бордоу — како год, помаже му с нејасним мотивом...
Да би започео са осветом, Линколн се удружује са три бивша криминалца као своја помоћника — андербоса (енгл. underboss): хаићанском криминалном господарицом Касандром (која му не верује јер је са Семијем током Вијетнамског рата убио њеног претходника), ирским марфијашким босом Томасом Берком (чији је син Дени преварен и убијен током пљачке ФРЛ) и криминалцем Витом Скалетом (савезник Маркана који је након протеривања из Емпајер Беја у другом наставку пао у немилост Сала и његових сарадника). Након што успешно елиминише Марканове лејтенанте Ричија Дусеја, Романа „Касапина” Барбијерија и Мајкла Грекоа, а њихове територије преда поменутим помоћницима, Линклон договара састанак са помоћницима и открива им свој план: заједно, њих четворо ће систематски уништавати породицу Маркано — од дна па све до самог врха — а Линколн ће одлучивати који андербос на вођство добија поједини освојени дистрикт. Од овог момента, додељивање нове територије неком андербосу за узврат има разне погодности и повећава износ провизије коју добија Линколн, који се такође може такмичити на разним задацима и ојачавајући везе између чланова своје мафијашке породице стећи већу оданост. Међутим, ако неки андербос постане незадовољан јер дуже време не добија нову територију — на крају ће се окренути против Линколна, а овај ће га након објављеног рата морати убити.
Док Донован делује као обавештајац, Линколн елиминише једног по једног члана породице Маркано: рекетара Ензоа Контија (на ког се Линколн сажали пошто сазна да је био стари пријатељ Семија), консиљереа Тонија Диразија, те шверцера Франка Паганија. Такође, он сазнаје да Сал планира да озакони породицу Маркано градњом новог казина — и то фалсификованим новцем и уз подршку истакнутог грађанина и белачког супрематисте Ремија Дувала. Протагониста Клеј потом убија Дувала, успевши и да осрамоти његовог патрона Оливију Маркано (коју касније убија Џорџи) те смакне капоређимее породице Маркано — Луа и Томија. Након саботирања планираног атентата на Линколна, Сал и Џорџи се у недовршеном казину по последњи пут састају са својим преосталим сарадницима. Линколн убија Џорџија и сукобљава се са Салом у његовом уреду. Сал се оправдава како је једино желео да заштити Џорџија, те Линколну отвара могућност или да га избоде (након чега ће га бацити кроз прозор) или да сачека одређено време (након чега ће Сал из очаја извршити самоубиство).
При изласку из казина, Линколна напада старац Лео Галанте — представник Комисије. Линколн га уверава да је био завађен једино са Маркановим те да је смрћу Сала све готово. Задовољан овиме, Лео оставља Линколна у животу и пружа му могућност да настави са вођством Новог Бордоа али под условом да 20% зараде шаље Комисији (како је Сал претходно радио). На повратку Доновану и оцу Џејмсу, Линколн мора одлучити шта је његов следећи потез: или ће напустити Нови Бордо и послушати савет оца Џејмса да почне изнова заборављајући своју мафијашку историју, или ће покушати преузети власт у граду убијајући све своје андербосове на савет Донована, или ће наставити да управља градом заједно са андербосовима и Галантеу одваја петину.
Ако Линколн напусти Нови Бордо, у суштини ће се повући из јавног живота и само повремено слати разгледнице оцу Џејмсу из разних делова света. Андербос који од Линколна добије највише дистрикта потом ће преузети контролу над градом. Ако Линколн настави управљати Новим Бордоом са својим андербосовима, његова криминална империја ће се проширити целим југом САД и постаће познати филантроп; међутим, отац Џејмс ће отворено презирати оно у шта се претворио... Ако Линколн одабере опцију да сам управља Новим Бордоом и побије своје андербосове, отац Џејмс ће му из покајања поставити бомбу у његов аутомобил и Линколн ће бити убијен у експлозији.
У сцени након приписивања заслуга, Донован сведочи пред одбором Сената и одговара за своју улогу у Линколновом ширењу и доласку криминалаца на власт у све више градова. Донован објашњава да је помогао Линколну јер је пронашао доказ како је Сал био један од завереника одговорних за атентат на Џона Ф. Кенедија, те да је пристао на долазак пред Сенат једино зато што је један од сенатора који председава саслушањем такође био наведен као завереник у Саловим документима... Донован потом убија једног сенатора користећи пиштољ са пригушивачем који је сакрио и успео да унесе, те обећава да ће ући у траг сваком одговорном за смрт председника Кенедија.

## Развој
Прве информације о трећем наставку -е појавиле су се августа 2012. Новембра исте године,  — девелопер првих двају наставака:  и  — објавио је да компанија ради на „AAA игри у строгој тајности”. Међутим, компанија је касније — 10. јануара 2014. године — била реструктуисана, те се тако главни студио у Прагу нашао пред колапсом, са материјалима и опремом премештеним у ново седиште — Новато (Калифорнија). Нови студио је ангажовао  13 (чији је оснивач 2K&nbsp;Games) у Новату исте године. Под вођством Хејдена Блекмана који је раније радио и са издавачем LucasArts, студио је добио задатак да ради на потпуно новом пројекту.
Игра је званични трејлер/тизер добила у издању -ја, 28. јула 2015. године; формално је кино-трејлером откривена на сајму Gamescom&nbsp;2015, а још више фанова привукла следеће године на Gamescom&nbsp;2016. Игра Mafia&nbsp;III је у продају изашла 7. октобра 2016. године, за Mac OS, Windows, PlayStation 4 и Xbox .
 13 и  желели су да се очекивања корисника у погледу квалитета оправдају у потпуности. Коришћени графички софтвер је Simplygon, власнички софтвер за 3Д рачунарско моделовање и оптимизацију. Тим који је развио игру био је заинтересован за стварање света заснованог на Њу Орлеансу, а на крају је донесена одлука да ће се радња сместити у фиктивни Њу Орлеанс из 1968. године по имену Нови Бордо (енгл. New Bordeaux). Развојни тим је користио колекцију старих фотографија да направи виртуелну реплику стварног света. Међутим, уведене су разне промене и видна одступања постоје, а разлог је фабула игре: речни рукавац и град постављени су у непосредној близини, иако је у стварној Луизијани растојање нешто веће; Супердоум стадион изграђен је 1968. године, али се у игри не појављује; локације као што су Канал Стрит требало је да буду изузете из игре због визуелне естетике... Развојни тим је имао за циљ да свет прилагоди брзим аутомобилским потерама.
Такође, настојало се удаљити од стереотипа италијанске мафије тако што ће се представити закулисна страна криминала. Још један од аспеката увођења уникатног тона и атмосфере у игру био је одлучан избор лиценциране музике. Хејден Блекман је рекао да Mafia&nbsp;III садржи „тону сјајне музике” из шездесетих. Амерички репер Ајс Кјуб сарађивао је са продуцентом Ди-џеј Шадоуом на снимању песме Nobody Wants to Die за промотивно представљање игре.

## Излазак

### Ограничење fps-а
По изласку игре откривено је да рачунарска верзија постоји само са брзином смењивања слика од 30 fps. Печеви за омогућавање промене fps-а, уз још доста поправки за проблеме који су накнадно примећени, Hangar и 2K почели су да објављују одмах сутрадан.

### Мобилна верзија
Игра насловљена Mafia&nbsp;III Rivals такође је објављена уз главну рачунарску/конзолну верзију игре, да би се омогућила подршка и на мобилним уређајима. Развио ју је Cat Daddy Games, за Андроид и iOS. За разлику од рачунарских и конзолних иначица, Rivals је представљен као игра улога са механиком борбе заснованом на TBT-у; нема мапу отвореног света.

## Критика
је добила ’помешане критике’, према агрегатору Metacritic. Критичари су похвалили радњу, ликове и мрачне теме, а имали замерке на само играње. Игра је у најбољем случају функционална; свет је поприлично празан, визуелни изглед није на завидном нивоу, а постоје бројни багови и пропусти.
Алекс Доналдсон из -а оценио је игру на следећи начин: „Mafia&nbsp;III садржи једну од мојих омиљених прича видео-игара ове године, једну дивну презентацију, невероватан саундтрек и занимљив свет. Нажалост такође има и дизајн мисије ’по пе-есу’ и дубиозан перформанс.”
Сем Вајт из Гардијана, који је дао оцену 2/5, написао је: „Рећи да је Mafia III разочарење је потцењивање. Има све основне компоненте за настанак сјајне игре: сценарио и глума су изврсни, смер и стил сјајни, али су механички потпорњи архаични и очајно немаштовити.”
Марти Слива из а дао је игри 7,5 бодова од 10, изјавивши у свом критичком осврту следеће: „Јаки ликови и уверљива нарација [игре] Mafia&nbsp;III држали су ме будним, иако је играње ретко знало донети ишта друго до обичну и репетитивну акцију у отвореном свету. То је малер, јер Линколн је невероватан протагониста а Нови Бордо фантастично место радње тематски, и било би одлично да их се употребило на бољи начин.”
Брајан Мејзик из Форбса дао је оцену 8,1/10 и рекао: „Ово можда неће бити свачији избор, али ако волите добру студију лика и нисте у потрази за механиком игре која помера границе у иновацији и контроли, ово је [игра] за вас.”

### Продаја
Игра Mafia&nbsp;III је била друга најпродаванија видео-игра у УК, испред које се тренутно налази само .
Избацивање игре ће остати забележено као најуспешнији британски пројекат икада у односу на досадашње наставке франшизе Mafia, са оствареном малопродајом 58,7% већом од оне .
 Interactive је 2. новембра 2016. године објавио да се продало 4,5 милиона примерака само током прве недеље; 2K&nbsp;Games је овиме поставио свој нови рекорд.

### Делукс издање
Након што је игра пуштена у продају, настала је контроверза око физичке верзије за рачунар Делукс издања Mafia&nbsp;III (енгл. Mafia&nbsp;III Deluxe Edition). Наиме, неки купци који су до игре дошли преко локалних и онлајн добављача жалили су се да су добили своје копије игре недовршене и без упутства у којем треба да се нађе активацијски кључ за Стим.
2K&nbsp;Games се до сада није нарочито огласио по питању овог проблема, осим што је тражио од купаца који нису добили активацијски кључ да приложе слику свог тикетног броја за подршку који се налази на рачуну издатом при куповини производа или дигиталну фактуру и тикетни број за подршку који се налази на папирићу стављеном у пакет који шаље онлајн добављач.